# Solveig Slettahjell
Solveig Slettahjell (née le 2 avril 1971 à Bærum) est une chanteuse norvégienne de jazz.

## Biographie
Après avoir grandi à Steinkjer et Orkanger et étudié la musique au lycée de Heimdal, Solveig se tourne vers la scène jazz d'Oslo et entame une longue collaboration avec Håkon Hartberg, tout en participant au groupe Squid (Super, Forward Records, 1997), à une époque où elle termine également sa maîtrise en pédagogie vocale à l'Académie norvégienne de musique avec sa thèse Det Rytmiske Aspekt Ved Frasering.
Elle forme le Slow Motion Orchestra (1997) avec Mats Eilertsen à la basse, Per Oddvar Johansen à la batterie, Sjur Miljeteig à la trompette et Morten Qvenild au piano ; le quintette publie Slow Motion Orchestra (Curling Legs, 2001), suivi de Standards on Silver (2004), qui remporte le Spellemannprisen 2004 dans la catégorie jazz. L'année suivante sort Pixiedust, avec des paroles de Peder Kjellsby (2005). Une variante condensée est son Slow Motion duo, avec lequel elle et Sjur Miljeteig (trompette) effectuent une tournée en Angleterre et ailleurs à l'automne 2006. La même année, elle sort le disque Good Rain (28e place des charts norvégiens), qui lui permet également de percer commercialement. À l'automne 2007, elle sortson premier album solo, Domestic Songs, enregistré chez elle, avec son propre piano comme principal accompagnement instrumental.
Dans le groupe vocal Kvitretten, elle chante avec Eldbjørg Raknes, Kristin Asbjørnsen et Tone Åse. Slettahjell joue également avec le sextet Sigurd Køhn/Nils-Olav Johansen, avec Sidsel Endresen, sur des albums avec Rob Waring/Carl Morten Iversen/Frank Jakobsen. Slettahjell joue également de la musique contemporaine, dans le trio vocal vonDrei avec Ellen Aagaard et Astrid Kvalbein, ainsi que sur l'album de Noël initié par New Music avec le groupe Poing (Jazzid, 2001), composé de Frode Haltli à l'accordéon, Rolf-Erik Nystrøm au saxophone et Håkon Thelin à la contrebasse.
En Finlande, elle se produit avec le Pori Sinfonietta au PoriJazz 2002. Solveig donne naissance à un fils au printemps 2007. C'est son premier enfant et, en 2009, elle écrit l'œuvre commandée par Vossajazz qui devient le disque Tarpan Seasons. Plus tard, avec In the Country, Bugge Wesseltoft, et Knut Reiersrud, elle sort l'album Norwegian Woods - Jazz at Berlin Philharmonic II en 2014. Pour cet album, ils sont nommés pour le Spellemannprisen 2014 dans la catégorie jazz. 

## Discographie
- 2001 : Slow Motion Orchestra (avec Slow Motion Orchestra)
- 2004 : Silver, (avec Slow Motion Quintet)
- 2005 : Pixiedust (avec Slow Motion Quintet)
- 2006 : Good Rain (avec Slow Motion Quintet)
- 2007 : Domestic Songs (ACT)
- 2008 : Natt I Betlehem (KKV) (avec Tord Gustavsen et Sjur Miljeteig)
- 2009 : Tarpan Seasons (Universal Music)
- 2011 : Antologie (Universal Music)
- 2014 : Norwegian Woods – Jazz at Berlin Philharmonic II (ACT)
- 2015 : Trails of Souls (ACT)